# 藤澤正一郎
藤澤 正一郎（ふじさわ しょういちろう）は、日本の機械工学者。工学博士（信州大学）。徳島大学元副理事（創新教育担当）・大学院ソシオテクノサイエンス研究部（現：創成科学研究科）教授。計測自動制御学会会誌編集委員会元委員。 電気学会C部門制御研究会・人と機械をつなぐ情報・制御技術調査専門委員会元委員長。新エネルギー・産業技術総合開発機構(NEDO)2017技術委員。
専門は、知能機械工学・機械創造工学・制御システム、人間工学/感性工学・福祉工学、ロボット工学。

## 略歴
1976年大阪工業大学工学部機械工学科卒業。のちに信州大学大学院工学系研究科システム開発工学専攻博士課程修了、工学博士（信州大学）。大阪府立工業高等専門学校（現：大阪公立大学工業高等専門学校）技術職員、高松工業高等専門学校制御情報工学科助教授などを経て、2004年徳島大学大学院工学研究科助教授として着任。2008年同大学院工学研究科ソシオテクノサイエンス研究部教授、創成学習開発センター長などを経て、2016年徳島大学副理事（創新教育担当）。2018年徳島大学退官。退官後は、徳島文理大学理工学部教授も務める。
主な所属学会は、日本機械学会、電気学会、計測自動制御学会、日本ロボット学会、日本人間工学会、ライフサポート学会、バイオメカニズム学会、福祉のまちづくり学会など。

## 主な研究
- 視覚障害者誘導用ブロックの方向定位性能に関する定量的評価[3]
- 強化学習とファジィ制御を用いた電動車椅子の自動走行システムの構築
- 電動車いすの衝突回避システムに関する研究
- 人と機械システムとしての医療・福祉工学[4]- 広島大学との共同研究
- 全方向移動型球形ロボットの運動特性とシミュレーション